# Nagy Norbert (labdarúgó)
Nagy Norbert (Hajdúnánás, 1969. június 28. – Szombathely, 2003. május 9.) válogatott labdarúgó.

## Pályafutása

### Klubcsapatban
Az NB I-ben 203 mérkőzést játszott, és 2 gólt szerzett. Korábban játszott Tiszaújvárosban, az akkori Olefin SC.-ben, Mádon, Hajdúnánáson. Diósgyőrből a Stadler FC.-be igazolt, itt fedezte fel őt a Ferencváros, ahol válogatott labdarúgóvá érett.

### A válogatottban
1995 és 1997 között 16 alkalommal szerepelt a válogatottban és 1 gólt szerzett.

## Halála
2003. május 9-én szenvedett közúti balesetet Szombathely határában, mely után sikertelenül próbálták újraéleszteni.
A balesetet megelőzően a Haladás több játékosa - a balesetet szenvedett Audiban tartózkodó Nagy Norberten, Németh Attilán és Robsonon kívül - a tragédiát megelőző egész éjszaka egy ismert szombathelyi szórakozóhelyen tartózkodott. Reggel innen indultak két személyautóval a körgyűrűn keresztül Olad felé.
Az ezt követő bajnoki mérkőzésen a kaposvári Rákóczi ellen, a Haladás visszavonultatta Nagy Norbert 4-es számú mezét.

## Sikerei, díjai
- Magyar bajnokság
  - bajnok: 1995-96, 2000-01
  - 2.: 1997-98, 1998-99
  - 3.: 1996-97

## Statisztika

### Mérkőzései a válogatottban
| Magyarország | Magyarország        | Magyarország            | Magyarország  | Magyarország | Magyarország            | Magyarország | Magyarország | Magyarország |
| #            | Dátum               | Helyszín                | Hazai         | Eredmény     | Vendég                  | Kiírás       | Gólok        | Esemény      |
| ------------ | ------------------- | ----------------------- | ------------- | ------------ | ----------------------- | ------------ | ------------ | ------------ |
| 1.           | 1995. szeptember 6. | Isztambul               | Törökország   | 2 – 0        | Magyarország            | Eb-selejtező | -            | 46'          |
| 2.           | 1996. április 10.   | Eszék                   | Horvátország  | 4 – 1        | Magyarország            | barátságos   | 1            | 39'          |
| 3.           | 1996. április 24.   | Budapest, Népstadion    | Magyarország  | 0 – 2        | Ausztria                | barátságos   | -            |              |
| 4.           | 1996. május 18.     | London, Wembley Stadion | Anglia        | 3 – 0        | Magyarország            | barátságos   | -            | 82'          |
| 5.           | 1996. június 1.     | Budapest, Népstadion    | Magyarország  | 0 – 2        | Olaszország             | barátságos   | -            | 39'          |
| 6.           | 1996. augusztus 14. | Siófok                  | Magyarország  | 3 – 1        | Egyesült Arab Emírségek | barátságos   | -            |              |
| 7.           | 1996. szeptember 1. | Budapest, Népstadion    | Magyarország  | 1 – 0        | Finnország              | vb-selejtező | -            |              |
| 8.           | 1996. október 9.    | Oslo                    | Norvégia      | 3 – 0        | Magyarország            | vb-selejtező | -            |              |
| 9.           | 1996. november 10.  | Bakı                    | Azerbajdzsán  | 0 – 3        | Magyarország            | vb-selejtező | -            | 63'          |
| 10.          | 1997. március 19.   | Valletta                | Málta         | 1 – 4        | Magyarország            | barátságos   | -            |              |
| 11.          | 1997. április 2.    | Budapest, Népstadion    | Magyarország  | 1 – 3        | Ausztrália              | barátságos   | -            |              |
| 12.          | 1997. április 30.   | Zürich                  | Svájc         | 1 – 0        | Magyarország            | vb-selejtező | -            | 57'          |
| 13.          | 1997. június 8.     | Budapest, Népstadion    | Magyarország  | 1 – 1        | Norvégia                | vb-selejtező | -            | 60'          |
| 14.          | 1997. augusztus 6.  | Siófok                  | Magyarország  | 3 – 0        | Málta                   | barátságos   | -            | 56'          |
| 15.          | 1997. augusztus 20. | Budapest, Népstadion    | Magyarország  | 1 – 1        | Svájc                   | vb-selejtező | -            | 14'          |
| 16.          | 1997. szeptember 6. | Varsó                   | Lengyelország | 1 – 0        | Magyarország            | barátságos   | -            | 87'          |
|              | Összesen            |                         |               | 16           | mérkőzés                |              | 1            | gól          |

## Emlékezete
- Nagy Norbert sportközpont Hajdúnánáson (2015)[1]